# Дуглас, Джон (архитектор)
Джон Ду́глас (англ. John Douglas; 11 апреля 1830, Сендиуэй — 23 мая 1911, Уолмор-Хилл) — британский архитектор, построивший около 500 зданий в английском графстве Чешир, Уэльсе и в северо-западной части Англии. 
Дуглас получил образование в Ланкастере, а бо́льшую часть жизни жил и работал в Честере. Архитектурный стиль Дугласа эклектичен. Он сформировался под воздействием господствовавшей в его время в Англии неоготики, а также вобрал в себя некоторые традиции немецкой, французской и голландской архитектуры. Среди сооружений Джона Дугласа многочисленные церкви, офисы, магазины, банки, школы и жилые здания. Большинство его зданий сохранилось до нашего времени. Наибольшее количество его работ находится в районе Итон-Холла, загородного дворца герцогов Вестминстерских, и близлежащих деревень Эклстон, Алдфорд и Пулфорд в графстве Чешир.